# 聖奧貝爾 (密蘇里州)
聖奧貝爾（英語：Saint Aubert）是位於美國密蘇里州歐塞奇縣的非建制地區。

## 歷史
聖奧貝爾的郵局於1893年設立，其後於1935年停運。

## 地理
聖奧貝爾所處的海拔為高於海平面165米（即541英呎），而該地所採用的時區為UTC-6，即北美中部時區（CST）。同時該地設有夏令時間，為UTC-6調快一小時，即UTC-5（CDT）。